# Nysius delectulus
Nysius delectulus är en insektsart som beskrevs av Perkins 1912. Nysius delectulus ingår i släktet Nysius och familjen fröskinnbaggar. Inga underarter finns listade i Catalogue of Life.